# Волынь (Тульская область)
Волынь — деревня входит в городской округ город Тула Тульской области в составе Привокзального территориального округа.

## География
Находится в центральной части Тульской области на расстоянии приблизительно 12 км на запад-юго-запад по прямой от Московского вокзала города Тула.

## История
В 1926 году здесь (тогда поселок Тульско-Басовского района) было учтено 24 двора. До 2014 года входила в Иншинское сельское поселение  Ленинского района до их упразднения. В последние годы деревня известна по расположенному здесь приюту хаски.

## Население
Постоянное население составляло 112 человек (1926 год), 15 (русские 86 %) в 2002 году, 12 в 2010.